# Cantone di Lourdes-2
Il Cantone di Lourdes-2 è una divisione amministrativa dell'arrondissement di Argelès-Gazost.
È stato costituito a seguito della riforma approvata con decreto del 25 febbraio 2014, che ha avuto attuazione dopo le elezioni dipartimentali del 2015, unendo il soppresso cantone di Lourdes-Est con il comune di Adé (appartenente al soppresso cantone di Lourdes-Ouest).

## Composizione
Comprende parte della città di Lourdes e i comuni di:
- Adé
- Les Angles
- Arcizac-ez-Angles
- Arrayou-Lahitte
- Arrodets-ez-Angles
- Artigues
- Berbérust-Lias
- Bourréac
- Cheust
- Escoubès-Pouts
- Gazost
- Ger
- Germs-sur-l'Oussouet
- Geu
- Gez-ez-Angles
- Jarret
- Julos
- Juncalas
- Lézignan
- Lugagnan
- Ossun-ez-Angles
- Ourdis-Cotdoussan
- Ourdon
- Ousté
- Paréac
- Saint-Créac
- Sère-Lanso